# Homalium chasei
Homalium chasei är en videväxtart som beskrevs av Hiram Wild. Homalium chasei ingår i släktet Homalium och familjen videväxter. Inga underarter finns listade i Catalogue of Life.